# Giorgia Rossi
Giorgia Rossi (Roma, 5 giugno 1987) è una giornalista e conduttrice televisiva italiana.

## Biografia
Giorgia Rossi è nata il 5 giugno 1987 a Roma e, grazie al nonno Mario, all'età di sette anni si è appassionata allo sport del calcio. Dopo aver terminato il liceo scientifico, si iscrive alla facoltà di giurisprudenza, senza completarne gli studi. In seguito si avvicina al giornalismo sportivo, iscrivendosi all’ordine del Lazio nel 2007.  Inizia la sua carriera lavorando per il canale tematico Roma Channel.
Nel 2013 approda a Mediaset come inviata per il programma televisivo Tiki Taka. Successivamente lavora per Studio Sport per poi condurre i pre e i post-partita di UEFA Champions League su Mediaset Premium e Domenica Premium, programma che anticipa le gare di Serie A in onda su Premium Sport ogni domenica mattina. Conduce inoltre i pre e post-partita del campionato del mondo di calcio del 2018 su Mediaset ed è ospite fisso del programma Balalaika - Dalla Russia col pallone.
Nel 2018 ha condotto su Canale 5, per due puntate, Aspettando Pressing, programma d'intrattenimento sulla Serie A in attesa della nuova edizione di Pressing, al via il 2 settembre 2018, che condurrà poi con Pierluigi Pardo ed Elena Tambini, sempre su Canale 5. Con l'avvio della UEFA Nations League, conduce lo speciale post-partita su Canale 5. A Pressing Euro 2020, cura il post-partita dedicato alle gare delle qualificazioni al campionato europeo di calcio 2020 trasmesse da Mediaset. 
Dal 17 settembre 2019 al 29 maggio 2021 conduce Pressing Champions League su Italia 1 e dal 6 gennaio 2020 Pressing Serie A su Rete 4 (poi spostato dal 21 giugno 2020 su Italia 1). Il 25 maggio 2021 ha condotto La partita del cuore su Canale 5, insieme a Federica Panicucci e Pierluigi Pardo.
Nel luglio 2021 lascia Mediaset per approdare a DAZN, dove cura i pre e post-partita delle partite di Serie A TIM, UEFA Europa League, UEFA Europa Conference League e UEFA Women's Champions League. Nell’estate del 2023 diventa opinionista di Radio TV Serie A.
Nella stagione 2024/2025, cura, sempre su DAZN, il programma di approfondimento della domenica sera Serie A Show.

## Programmi televisivi
- Euro Calcio Show (Sky Sport, 2011-2012)
- Tiki Taka - Il calcio è il nostro gioco (Italia 1, Canale 5, 2013-2015, 2019) inviata e poi ospite
- Premium Champions (Premium Sport, 2015-2018)
- Domenica Premium (Premium Sport, 2017-2018)
- Mondiali Mediaset Live (Canale 5, Italia 1, 2018)
- Balalaika - Dalla Russia col pallone (Canale 5, 2018) ospite fissa
- Aspettando Pressing (Canale 5, 2018)
- Pressing (Canale 5, 2018)
- Speciale Nations League (Canale 5, 2018)
- Sport Mediaset Speciale Serie A (Italia 1, 2019)
- Pressing Euro 2020 (Rete 4, Italia 1, 20, 2019-2021)
- Pressing Champions League (Italia 1, 2019-2021)
- Pressing Serie A (Rete 4, Italia 1, 2020-2021)
- La partita del cuore (Canale 5, 2021)
- Pre e post-partite (DAZN, dal 2021)
- Presentazione Serie A TIM (DAZN, Sport Mediaset, YouTube, 2021)
- Euro DAZN (DAZN, dal 2021)
- Serie A Show (DAZN, dal 2024)